# Dalchoki
Dalchoki (nep. दल्चोकी) – gaun wikas samiti w środkowej części Nepalu w strefie Bagmati w dystrykcie Lalitpur. Według nepalskiego spisu powszechnego z 2001 roku liczył on 247 gospodarstw domowych i 1319 mieszkańców (673 kobiet i 646 mężczyzn).